# تين واينان (تزمورت)
تين واينان هو دُوَّار يقع بجماعة تزمورت، إقليم تارودانت، جهة سوس ماسة في المملكة المغربية. ينتمي الدوّار لمشيخة تزمورت التي تضم 10 دواوير. يقدر عدد سكانه بـ 1112 نسمة حسب الإحصاء الرسمي للسكان والسكنى لسنة 2004.

## روابط خارجية
- البوابة الوطنية للجماعات الترابية نسخة محفوظة 12 مارس 2018 على موقع واي باك مشين.
- المندوبية السامية للتخطيط